# Alain Demurger
Alain Demurger, né en 1939, est un historien médiéviste français, spécialiste de l'histoire des Croisades et des ordres religieux militaires au Moyen Âge.

## Biographie
Agrégé d'histoire, il est professeur au lycée de Pontoise, et maître de conférences puis maître de conférences honoraire à l'université de Paris I Panthéon-Sorbonne, où il a enseigné pendant de longues années.
Aujourd'hui, il consacre son temps à poursuivre ses recherches, à écrire et à faire des conférences pour Clio.

## Publications

### Ordre du Temple
- Vie et mort de l'ordre du Temple, 1120-1314, Édition Nathan, Paris, 1998,  (ISBN 978-2-02-020815-4), 448 pages.
- Jacques de Molay : le crépuscule des templiers, Biographie Payot, Paris, 2002,  (ISBN 978-2-228-89628-3), 396 pages. - rééd. 2014
- Les Templiers, Éditions Jean-Paul Gisserot, 2007,  (ISBN 978-2-87747-955-4).
- Les Templiers, une chevalerie chrétienne au Moyen Âge, Seuil, coll. « Points Histoire », 2008, 2e éd. (1re éd. 2005), 664 p. (ISBN 978-2-7578-1122-1)
- La persécution des Templiers : Journal (1307-1314), Éditions Payot, coll. « Bibliothèque historique Payot », 7 octobre 2015, 400 p. (ISBN 978-2-2289-1407-9, présentation en ligne)
- Le Peuple templier, 1307-1312. Catalogue prosopographique des templiers présents ou (et) cités dans les procès-verbaux des interrogatoires faits dans le royaume de France entre 1307 et 1312, CNRS Éditions, 2020.

### Ordres religieux et militaires
- Brève histoire des Ordres religieux-militaires [Guide aide-mémoire], Gavaudun, Ed. Fragile. 1997.
- Chevaliers du Christ, les ordres religieux militaires au Moyen Âge, Le Seuil, 2002,  (ISBN 978-2-02-049888-3), 416 pages.
- Moines et guerriers : les ordres religieux au Moyen Âge, Seuil, coll. « L'univers historique », 2010, 406 p. (ISBN 978-2-0210-2720-4, présentation en ligne)

### Croisades
- La croisade au Moyen Âge. Idée et pratiques, Paris, F. Nathan, (Coll. 128), 1998.
- Croisades et croisés au Moyen Âge, Flammarion, Paris, 2006.  (ISBN 978-2-08-080137-1)

### Moyen Âge
- Nouvelles histoires de la France médiévale. Tome 5 : Temps de crises. Temps d'espoirs. Points Seuil, Paris, 1990.
- L'Occident médiéval : XIIIe – XVe siècle, Hachette Éducation, collection « Les fondamentaux - histoire géographie », 2004.

### Ordre des Hospitaliers
- Les Hospitaliers - De Jérusalem à Rhodes, 1050-1317, Tallandier, 2013,  (ISBN 979-10-210-0060-5).

## Articles
- « Jacques de Molay » dans Dictionnaire d'histoire et de géographie ecclésiastiques, vol. XXVI. (Iriberri - Jean E..), Paris, Librairie Letouzey et Ané, 1997 (ISBN 2-7063-0202-X), col. 698-701
- « La Famille Jouvenel. Quelques questions sur un tableau », Annuaire-Bulletin de la Société de l’Histoire de France, 1997, p. 39-56.
- « Trésor des Templiers, trésor du roi. Mise au point sur les opérations financières des templiers », dans Pouvoir et Gestion, Toulouse, Presses de l'Université des Sciences sociales, 1997, p. 73-86.
- « Le religieux de Saint-Denis et la croisade », dans Saint-Denis et la royauté. Mélanges offerts à Bernard Guenée, Actes du Colloque international en l'honneur de B. Guenée. Paris, Publications de la Sorbonne, 1999, p. 181-196.
- « Les templiers à Auxerre », dans P. Boucheron et Jacques Chiffoleau, Religion et société urbaine au Moyen Âge. Études offertes à Jean-Louis Biget, Paris, Publications de la Sorbonne, 2000, p. 301-312.
- « Pour trois mille livres de dette : Geoffroy de Sergines et le Temple », dans La présence latine en Orient au Moyen Âge, Paris, Centre historique des Archives Nationales, 2000, p. 67-76.
- Les Templiers : Guerriers du Pape
- Introduction historiographique et nombreux articles dans Nicole Bériou (dir. et rédacteur), Philippe Josserand (dir.) et al. (préf. Anthony Luttrel & Alain Demurger), Prier et combattre : Dictionnaire européen des ordres militaires au Moyen Âge, Fayard, 2009, 1029 p. (ISBN 978-2-2136-2720-5, présentation en ligne), (LCCN 2009662896)

## Entretiens audiovisuels
- Les Templiers partent en croisade, émission C'est pas sorcier, France Télévisions, le 19 août 2009. cestpassorcier.com
- Les Templiers. La Marche de l'Histoire, émission de Jean Lebrun avec Alain Demurger, France Inter, le 29 août 2012.
- « Fréquence médiévale : la création de l’ordre des Templiers, avec Alain Demurger », sur him-mag.com (consulté le 3 mai 2016)
- « Les templiers, de la Croisade au procès d'État », entretien avec Julien Théry, en compagnie de Simonetta Cerrini, dans La grande H., l'émission d'histoire du Média, 6 novembre 2019.

## Conférences
- « Croisades et croisés au Moyen Âge », Issy-les-Moulineaux, 2017
- « Le procès des Templiers, une nouvelle approche », Cahors, 2016
- « Le procès des Templiers », Paris, 2007